# Паханг (река)
Паха́нг (малайск. Sungai Pahang) — самая длинная река в полуостровной части Малайзии. Течёт по территории штата Паханг.
Исток реки находится в горах Титивангса. Образуется при слиянии рек Джелай (длина - 156 км, площадь водосбора 7320 км²) и Тембелинг (длина - 153 км, площадь водосбора 5050 км²) в горах Титивангса, течёт сначала в юго-восточном направлении, а затем около Менгкарака поворачивает на восток и впадает в Южно-Китайское море. Длина реки составляет 459 км, по другим данным 435 км. Площадь водосбора реки 29 300 км². Среднегодовой расход воды на станции в Лубук Паку 689 м³/с - 596 м³/с, максимальный зарегистрированный — 6318 м³/с. На берегах реки находятся населённые пункты Джерантут, Темерлох, Маран, Бера, Пекан. Крупными притоками являются Семантан, Терианг, Бера и Лепар.
За год в бассейне выпадает от 1609 мм (Темерлох) до 2132,36 мм (Лубук-Паку). Наиболее интенсивно осадки выпадают в сезон дождей с ноября по март. Сильные разрушительные наводнения происходили на реке в 1926, 1971 и 2003 годах. Самым катастрофическим считается наводнение 1926 года, но подробных официальных отчётов о нём не составлялось. Из-за наводнения в 1971 году было эвакуировано 150 тыс. жителей региона и 24 человека погибли. Материальный ущерб оценивается 38 млн. долларов США. В 2007 году от наводнения погибло 8 человек, ущерб составил 86 млн долларов США.
Основными породами в бассейне реки являются сланец, аргиллит и известняк.